# 默内叙瓦唐
默内叙瓦唐（法語：Meunet-sur-Vatan，法語發音：[mœnɛ syʁ vatɑ̃]，意为“瓦唐上方的默内”）是法国安德尔省的一个市镇，位于该省东北部，属于伊苏丹区。

## 地名
法语词“sur”意为“在……上方”，在地名中常接河名，此时地名按“XXX河畔XXX”译，但此处的“瓦唐”（Vatan）并不是河名，而是临近的一个市镇，“Meunet-sur-Vatan”一名意为“瓦唐上方的默内”。

## 地理
默内叙瓦唐（47°4'46"N, 1°51'57"E）面积12.47 平方千米，位于法国中央-卢瓦尔河谷大区安德尔省，该省份为法国中部省份，北起卢瓦-谢尔省，西北接安德尔-卢瓦尔省，西南接维埃纳省，南至克勒兹省和上维埃纳省，东临谢尔省。
与默内叙瓦唐接壤的市镇（或旧市镇、城区）包括：格拉赛、日鲁、吕赛勒利布尔、勒布尔桑、瓦唐。
默内叙瓦唐的时区为UTC+01:00、UTC+02:00（夏令时）。

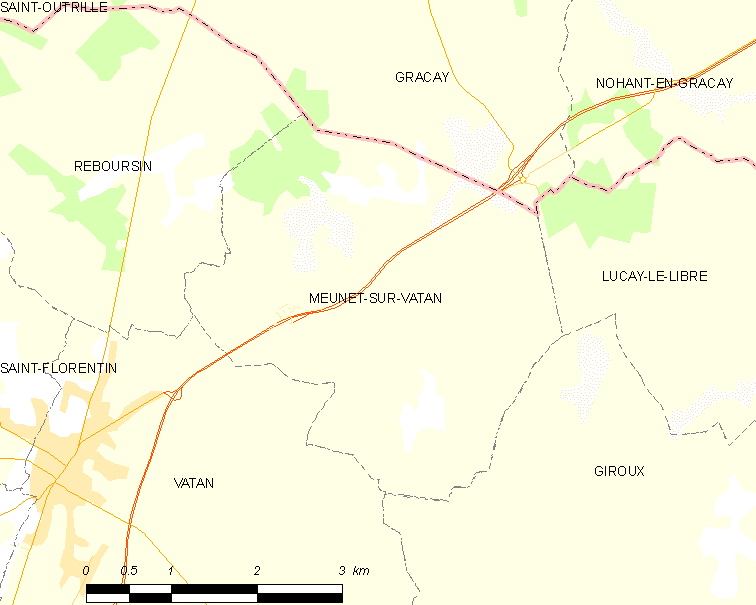
默内叙瓦唐的OSM定位图

## 行政
默内叙瓦唐的邮政编码为36150，INSEE市镇编码为36122。

## 政治
默内叙瓦唐所属的省级选区为勒夫鲁县。

## 人口

1962-2008年间默内叙瓦唐人口变化图示

默内叙瓦唐于2022年1月1日时的人口数量为196人。